# 白阿莹
白阿莹（1955年4月—2025年2月5日 ），陕西铜川人；西北大学中文系在职大学学历，西安交通大学管理工程专业工学硕士，高级经济师。1997年加入中国作家协会。曾任陕西省人民政府副省长，陕西省作家协会副主席。

## 仕途经历
1972年12月，17岁的白阿莹进入中国兵器工业集团下属原秦川机械厂（今，西安北方秦川集团有限公司）当工人。此后，他在这家军工企业前后工作了24年；历任检验处工人，宣传部干事，党委办公室秘书，厂团委副书记、书记，企业管理研究室第二主任、企业管理处处长、厂办公室主任等职；1992年8月，升任秦川机械厂党委副书记；1995年5月，出任副厂长。在此期间，白阿莹先后在陕西省广播电视大学、西北大学中文系、西安交通大学管理工程专业学习，获得工学硕士学位。
1996年5月，白调任陕西省国防科学技术工业办公室副主任；2003年3月，出任中共陕西省委宣传部副部长、兼省文明办主任（正厅级）；2006年9月，任省国资委主任；2010年9月，赴中共中央党校学习；四个月学习期结束后，被提拔为陕西省人大常委会副主任；2013年1月，当选陕西省人民政府副省长。

## 作品与成就
白阿莹于1979年在秦川机械厂任宣传干事时，开始发表文学作品；1997年加入中国作家协会。先后发表过，
小说
- 《珍藏》
- 《烧蚀》
- 《绿地的回忆》
- 《饺子啊饺子》
- 《重访大寨》
- 短篇小说集《惶惑》

散文集
- 《绿地》
- 《俄罗斯日记》，获第三届冰心散文奖
- 《重访绿地》
- 《旅途慌忙》等

报告文学集
- 《中国9910行动》，获第三届徐迟报告文学优秀奖

剧本
- 《中国脊梁》
- 《米脂婆姨绥德汉》，获陕西省第五届文化艺术节优秀编剧奖、国家文华大奖特别奖和优秀编剧奖，获第二十届曹禺戏剧文学奖等奖项。[2]